# Вич, Сирил
Сэр Сирил Вич (англ. Cyril Wyche; 1632—1707) — британский юрист и политик.

## Биография
Сирил родился в Константинополе, где его отец, сэр Питер Вич, был английским послом. Получил образование в колледже Крайст-черч Оксфордского университета, получил степени бакалавра искусств в 1653 году, Master of Arts в 1655 году и доктора гражданского права в 1665 году. В 1660 году посвящён в рыцари.
Вич был одним из первоначальных членов Королевского общества, а 1683 −1684 годах — его президентом.
В 1670 году вступил в коллегию адвокатов и стал главным секретарём по Ирландии в 1692 году. Неоднократно был членом Палаты Общин от нескольких округов (от Каллингтона (1661—1678), от Ист-Гринстед (1681—1685), от Солтеша (1685—1687) и Престона (1702—1705).
Вич был трижды женат: первый раз — в 1663 году на Элизабет, дочери сэра Томаса Джермина из Рашбрука, Саффолк, в этом браке у них было 2 сына и 2 дочери; второй раз — в 1684 году на Сюзанне, дочери сэра Фрэнсиса Норреса из Уэстон-он-Грин, Оксфордшир и в третий раз — в 1692 году на Мэри, дочери Джорджа Эвелина из Уоттона, графство Суррей. Мэри была племянницей Джона Ивлина, писателя и мемуариста.
Приблизительно в 1690 году Вич приобрел имение Хокволд-Холл (тогда оно называлось Пойнингс) в Хокволде, графство Норфолк, где провёл остаток жизни и похоронен в церкви Святого Петра.